# Hidden Lake (James-Ross-Insel)
Der Hidden Lake (englisch für Versteckter See) ist ein 2,5 km langer See auf der westantarktischen James-Ross-Insel. Er liegt auf halbem Weg zwischen dem Kap Lagrelius und dem Kap Obelisk im westlichen Teil der Insel. Entwässert wird er durch einen kleinen Strom, der 6,5 km südlich des Sees am Kap Lagrelius ins Weddell-Meer mündet.
Der Falkland Islands Dependencies Survey entdeckte ihn im Jahr 1945 und benannte ihn nach seiner durch das erhöhte Umland versteckten Lage.